# Cantó d'Hirson

Comunes del cantó

El cantó d'Hirson és un cantó francès del departament de l'Aisne, situat al districte de Vervins. Té 13 municipis i el cap és Hirson.

## Municipis
- Bucilly
- Buire
- Effry
- Éparcy
- La Hérie
- Hirson
- Mondrepuis
- Neuve-Maison
- Ohis
- Origny-en-Thiérache
- Saint-Michel
- Watigny
- Wimy

## Història
| Data d'elecció                           | Identitat           | Partit           | Qualitat |
| ---------------------------------------- | ------------------- | ---------------- | -------- |
| 1945-1964                                | Raymond Fischer     | SFIO             |          |
| 1964-1988                                | Maurice Brugnon     | SFIO, després PS |          |
| 1988-                                    | Jean-Jacques Thomas | PS               |          |
| les dades anteriors no són pas conegudes |                     |                  |          |
|                                          |                     |                  |          |

## Demografia
| A partir de 1990: Població sense dobles comptes |